# László Zarándi
Laszlo Zarandi (Hungría, 10 de junio de 1929-14 de agosto de 2023) fue un atleta húngaro, especializado en la prueba de 4 x 100 m en la que llegó a ser medallista de bronce olímpico en 1952.

## Ámbito deportivo
En los JJ. OO. de Helsinki 1952 ganó la medalla de bronce en los relevos 4 x 100 metros, con un tiempo de 40.5 segundos, llegando a meta tras Estados Unidos (oro con 40.1 s) y la Unión Soviética (plata con 40.3 segundos), siendo sus compañeros de equipo Géza Varasdi, György Csányi y Béla Goldoványi.